# 费尔明·卡乔
费尔明·卡乔·鲁伊斯（西班牙語：Fermín Cacho Ruiz，1969年2月16日—），西班牙退役男子田径运动员，主攻中距离赛跑。他曾获得1992年夏季奥运会田径比赛男子1500米金牌和1996年夏季奥运会田径比赛男子1500米银牌。